# Kleszcze (pajęczaki)

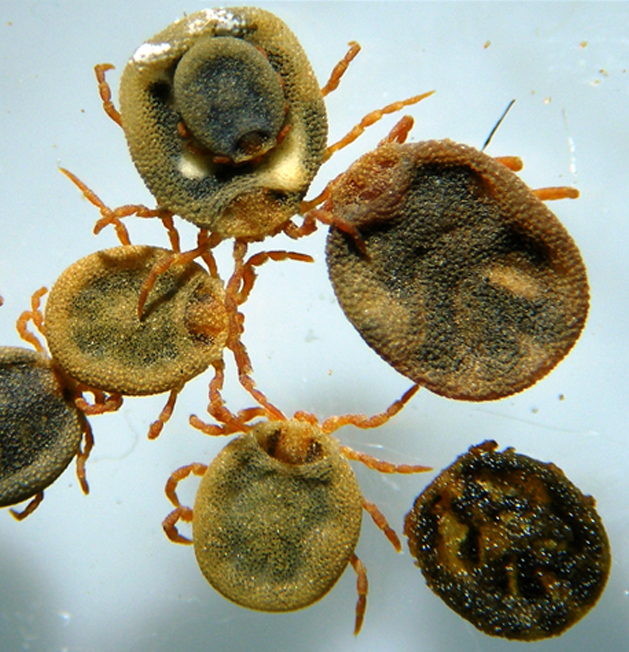
Nuttalliella namaqua z rodziny Nuttalliellidae

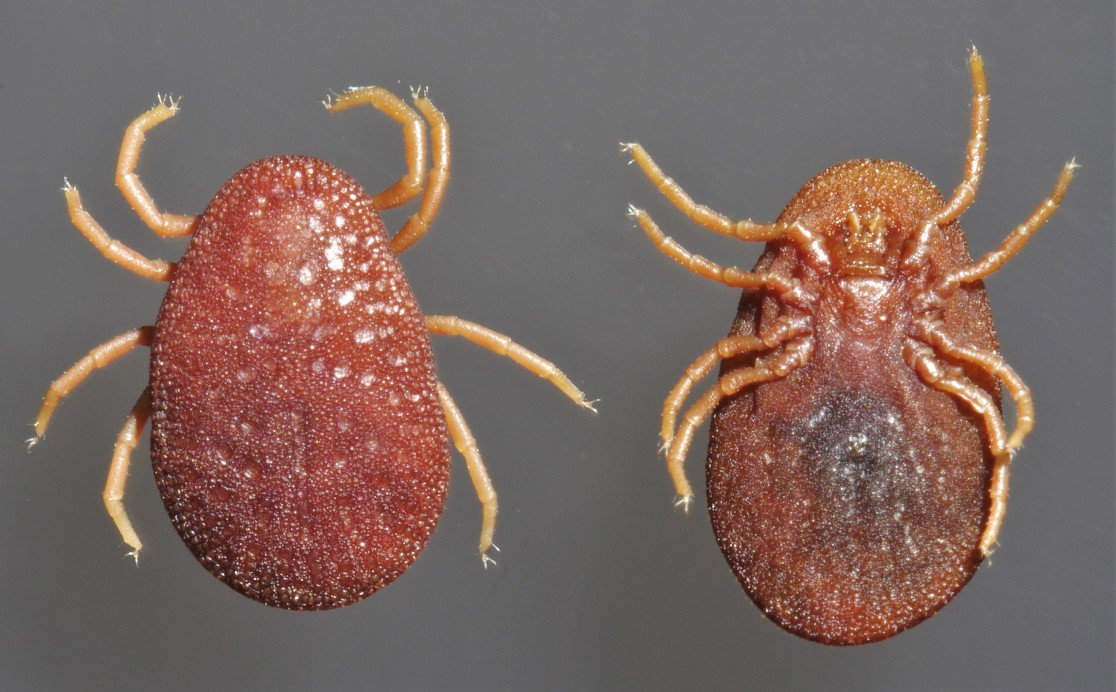
Samica obrzeżka perskiego z rodziny obrzeżkowatych

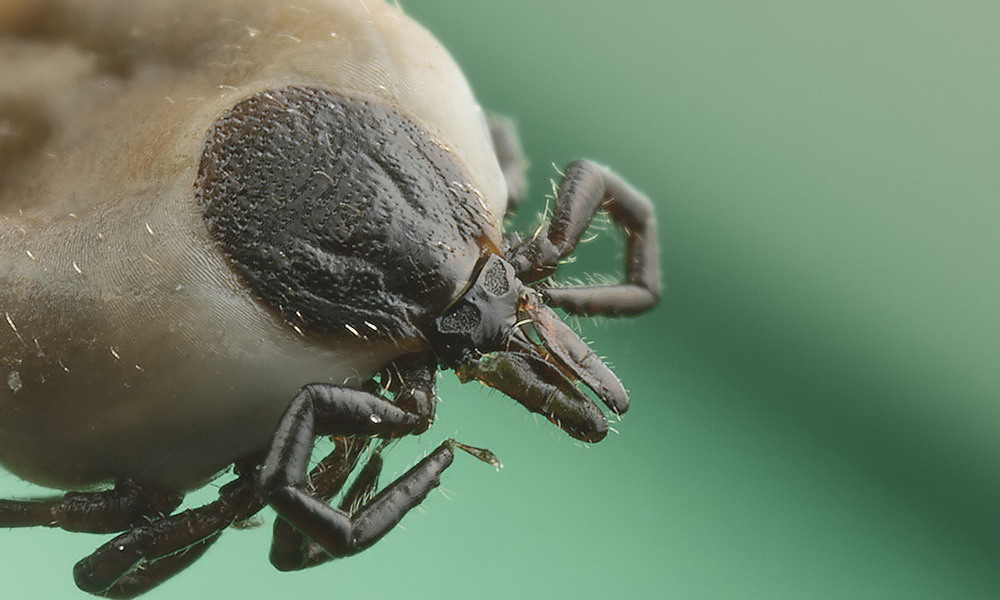
Samica kleszcza pospolitego (Ixodes ricinus)

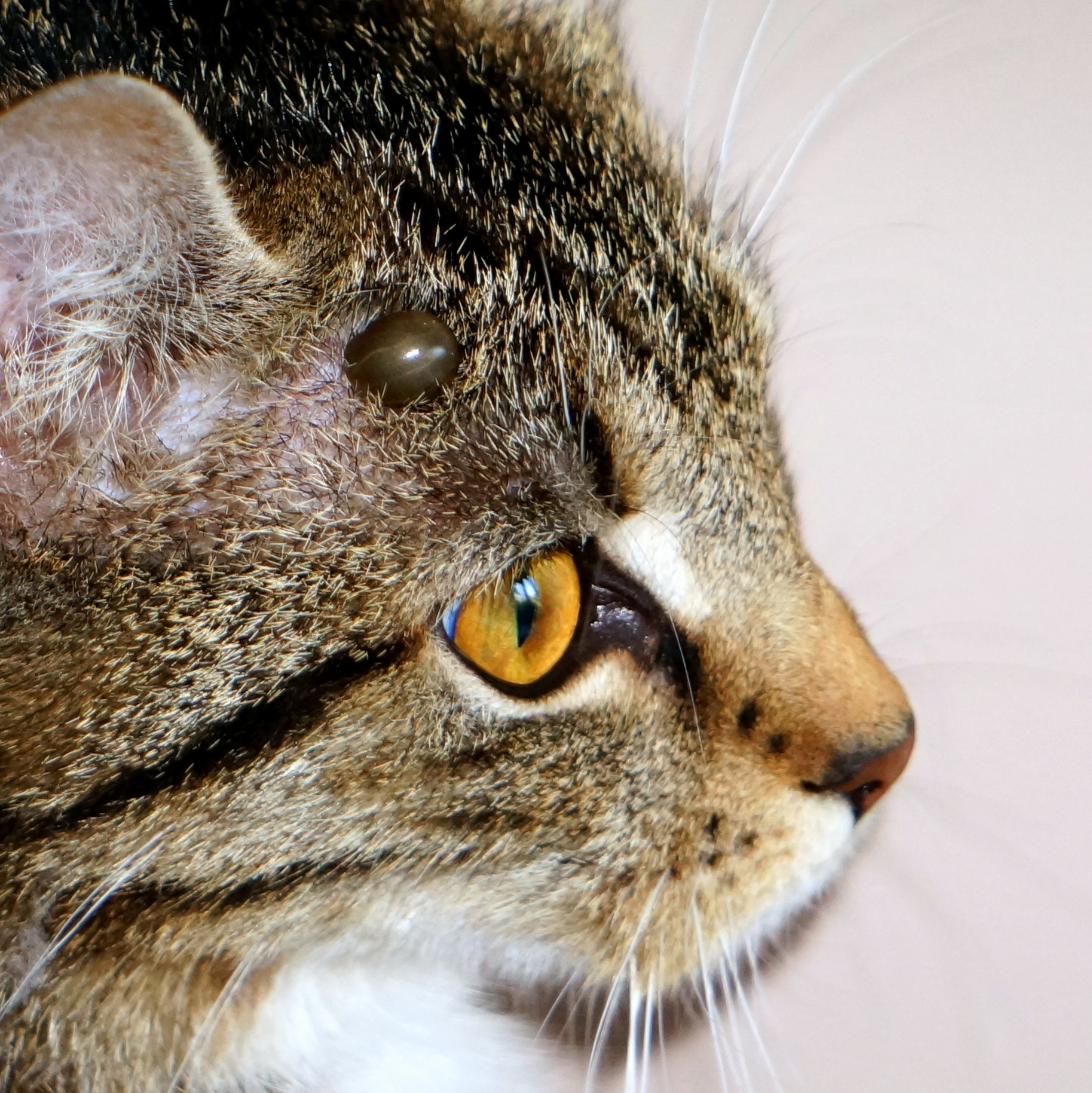
Kleszcz pospolity pasożytujący na kocie domowym

Kleszcze (Ixodida) – rząd (lub takson innej rangi) pajęczaków z podgromady roztoczy. Zalicza się tu około 900 opisanych gatunków, zgrupowanych w 3 rodzinach: obrzeżkowatych (kleszcze miękkie), kleszczowatych i Nuttalliellidae (dwie ostatnie znane jako kleszcze twarde). Mają gnatosomę wyposażoną w lancetowaty i ząbkowany hypostom oraz nożycowate szczękoczułki, a stopy pierwszej pary odnóży zaopatrzone w narząd Hallera. Wszystkie są obligatoryjnymi, czasowymi pasożytami zewnętrznymi kręgowców. W ich cyklu rozwojowym występują kolejno: jajo, larwa, 1–8 stadiów nimfalnych oraz osobnik dorosły. Są nosicielami wielu groźnych chorób, przez co mają duże znaczenie medyczne i weterynaryjne.

## Budowa
Długość ciała kleszczy wynosi od ułamków milimetra do 30 mm (większość nie przekracza 15 mm), a jego zarys jest owalny lub okrągławy. Osobniki głodne są spłaszczone grzbieto-brzusznie, najedzone stają się bardziej wypukłe. Ciało składa się z gnatosomy i idiosomy.
Gnatosoma składa się z pierścieniowatej podstawy i osadzonych na niej: nogogłaszczków, hypostomu i wsuwanych do pochowek szczękoczułków – dwie ostatnie części tworzą ryjek. Przystosowany do ssania krwi i płynów tkankowych hypostom jest lancetowaty i uzbrojony w liczne, skierowane ku tyłowi ząbki pomocne w utrzymywaniu się w skórze żywiciela. Szczękoczułki mają dwuczłonowy trzon i nożycowate szczypce. Szczękoczułki i nogogłaszczki wyposażone są w narządy zmysłowe. Gnatosoma zachowuje ruchomość względem idiosomy, dzięki osadzeniu w kamerostomie.
Na idiosomie znajdują się 4 pary (u nimf i dorosłych) lub 3 pary (u larw) odnóży, z których stopy pierwszej pary wyposażone są w narząd Hallera, służący wykrywaniu żywiciela. W rejonie trzeciej lub czwartej pary odnóży leży para przetchlinek. Oskórek idiosomy jest rozciągliwy, celem pomieszczenia znacznych ilości pokarmu, jednak, zwłaszcza u kleszczy twardych, wyposażony jest w ochronne tarczki. U wszystkich grup występują tarczki oddechowe (z przetchlinkami) i zawór analny (z odbytem). Na idiosomie często znajdują się także oczy lub inne fotoreceptory.

## Biologia i ekologia
Wszystkie kleszcze są obligatoryjnymi, czasowymi pasożytami zewnętrznymi kręgowców. W ich cyklu rozwojowym występują kolejno: larwa, stadia nimfalne (jedno u kleszczowatych, 2–8 u obrzeżkowatych) oraz osobnik dorosły. Składanie jaj i poszczególne linienia odbywają się najczęściej poza ciałem żywiciela. Wyjątkiem są nieliczne kleszcze pozagniazdowo-stacjonarne, u których wszystkie linienia odbywają się na ciele gospodarza.
Liczba żywicieli w cyklu może być różna. U obrzeżkowatych jest ich wielu, przy czym larwa żeruje kilka–kilkanaście dni, a nimfy i dorosłe góra 2 godziny, w dodatku samice mogą żerować wielokrotnie, po każdym żerowaniu składając nową porcję jaj. U kleszczowatych żywicieli jest od 1 do 3. W cyklu trójżywicielowym po jednym na każde stadium, a w dwużywicielowym wspólnego gospodarza mają larwa i nimfa.
Większość obrzeżkowatych to kleszcze gniazdowo-norowe, które cykl życiowy przechodzą w gnieździe gospodarza. Natomiast większość kleszczowatych to kleszcze pozagniazdowe, które występują w wolnym środowisku (np. na łąkach i w lasach) i aktywnie wyszukują przemieszczających się żywicieli.
Zasadniczo żaden z gatunków kleszczy nie jest pasożytem człowieka. Większość kleszczy z rodziny Ixodidae żyje na polach lub w lasach, niektóre, jak kleszcz psi Rhipicephalus sanguineus są pasożytami zwierząt domowych. Nacinają ciało żywiciela i ssąc krew wprowadzają do ciała neurotoksyny, niekiedy prowadząc do paraliżu i śmierci.
Kleszcze są wektorami dla wielu chorób bakteryjnych, wirusowych i pierwotniakowych, m.in. boreliozy, anaplazmozy, tularemii, gorączka Q, gorączki krwotocznej.

## Rozprzestrzenienie
Kleszcze są kosmopolityczne, ale najliczniej zamieszkują tropiki i subtropiki. W Europie występuje około 70 gatunków, z czego w Polsce na stałe 19 (zobacz: kleszcze Polski). W Polsce licznie występuje kleszcz pospolity (Ixodes ricinus), zwany też kleszczem pastwiskowym.

## Systematyka i ewolucja
Najstarsze znane szczątki kleszczy znalezione zostały w bursztynie i pochodzą sprzed około 99 milionów lat, z kredy. Należą do dwóch wymarłych rodzajów. Wszystkie pozostałe kopalne kleszcze, również kredowe, przypisane są do rodzajów współczesnych. Nie jest jasne kiedy i na jakim kontynencie kleszcze wyewoluowały. Współczesne hipotezy obejmują Gondwanę w permie, Afrykę Wschodnią w karbonie i Australię w dewonie. Jako ich żywicieli w mezozoiku rozważa się żółwie, gady ssakokształtne i opierzone dinozaury.
Dotychczas opisano około 900 gatunków współczesnych kleszczy (871 do 2011 roku). Klasyfikuje się je w trzech rodzinach:
- Argasidae Koch, 1844 – obrzeżkowate, kleszcze miękkie
- Ixodidae Dugès, 1834 – kleszczowate
- Nuttalliellidae(inne języki) Schulze, 1935 – monotypowa z jednym gatunkiem: Nuttalliellidae(inne języki)

Jedna z hipotez łączy kleszczowate z Nuttalliellidae w klad kleszczy właściwych Ixodina, a obrzeżkowate umieszcza w monotypowym Argasina. Wyniki badań molekularnych z 2014 wskazują jednak, że kleszczowate są bliżej spokrewnione z obrzeżkowatymi, a Nuttalliellidae stanowią klad bazalny.